# Erich (Mecklenburg)
Erich, Herzog zu Mecklenburg, mitunter fälschlich Erich I. (* nach 1359; † 26. Juli 1397 in Visby) war Herzog zu Mecklenburg.

## Familie
Erich war der älteste Sohn von Albrecht III. und Richardis, einer Tochter des Grafen Otto von Schwerin. Er wurde wahrscheinlich 1365 geboren.
Er heiratete am 12/13. Februar 1396 Sophie, die Tochter des pommerschen Herzogs Bogislaw VI. Er hatte mit ihr keine Kinder.

## Leben
Sein Vater unternahm 1386 einen neuen Versuch, die Königsmacht in Schweden für sich zu sichern. Die dänische Königin Margarethe I. intervenierte und besiegte Albrecht 1389 in der Schlacht bei Åsle in der Nähe von Falköping. Dabei wurde Erich gemeinsam mit seinem Vater gefangen genommen. Die beiden wurden sechs Jahre in der Reichsburg Lindholmen in Schonen gefangen gehalten. Die Freigabe 1395 erfolgte nach dreijährigen Verhandlungen unter Beteiligung der Lübecker Bürgermeister Hinrich Westhof und Johann Niebur.
Im Jahr 1395 wurde Erich von seinem Vater mit der Rückeroberung Gotlands beauftragt. Im Sommer 1396 landete er mit Truppen auf Gotland und besiegte im Frühjahr 1397 Sven Sture, der infolgedessen Erich einen Lehnseid leisten musste. Im gleichen Jahr wurde mit der Kalmarer Union die Vereinigung der Reiche Dänemark, Norwegen und Schweden unter der Regentschaft von Königin Margarethe besiegelt. Erich starb 1397 in Visby an der Pest und wurde in der St. Marienkirche in Visby  auf Gotland beerdigt.